# Île Adélaïde
Pour les articles homonymes, voir Adélaïde et Belgrano.
L'île Adélaïde, aussi appelée île Belgrano par l'Argentine qui la revendique, est une île de l'océan Pacifique Sud, d'une longueur de 120 kilomètres pour 30 de large, presque entièrement couverte de glace, située dans le Nord de la baie Marguerite, sur la côte occidentale de la péninsule Antarctique.

## Découverte
Découverte en 1832 par une expédition britannique menée par John Biscoe, elle a été abordée pour la première fois par l'expédition française de 1908-1910 dirigée par Jean-Baptiste Charcot.

## Toponymie
L'origine du nom de l'île est mal connue. D'après le British Antarctic Survey, Charcot avait appelé l'île "terre d'Adélie" en raison de nombre important de manchots Adélie qui vivaient sur ses côtes. Cependant, lors de l'expédition britannique en Terre de Graham (1934-1937), elle est appelée île Adélaïde. On suppose que le premier découvreur, John Biscoe, l'avait appelée ainsi en l'honneur de la reine Adélaïde d'Angleterre.

## Bases scientifiques
L'île abrite deux bases scientifiques. La plus ancienne (connue alors sous le nom de base T) fut installée par le Falkland Islands Dependent Survey (FIDS), qui devint le British Antarctic Survey. La base fut fermée à cause de l'instabilité du chemin de glace qui y menait et les opérations furent déplacées à la nouvelle base antarctique Rothera  entre 1976 et 1977. Cette dernière base est toujours en activité de nos jours. L'ancienne base fut transférée aux autorités chiliennes en 1984 et fut renommée base antarctique Teniente Luis Carvajal Villaroel (en). La station était alors utilisée seulement en été par les Chiliens. Cependant le chemin de glace et la "rampe" qui menait à la station depuis le plateau étaient devenus si instables que l'armée de l'air chilienne (FACh) y stoppa toutes ses activités. La marine chilienne visite la base presque à chaque été pour s'assurer de son bon état. Du personnel de la BAS s'y rend également en hiver quand l'accès par le plateau est plus facile.
Grâce à la relativement longue présence humaine sur l'île, celle-ci est bien cartographiée au regard des standards antarctiques.

## Iconographie

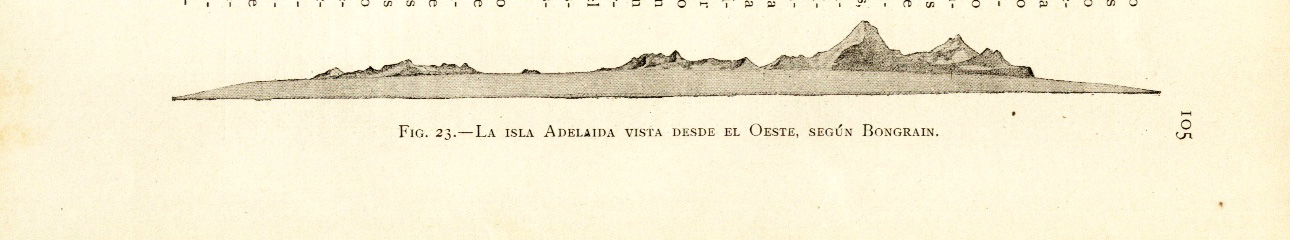
L'Île Adélaïde (dessin d'époque).
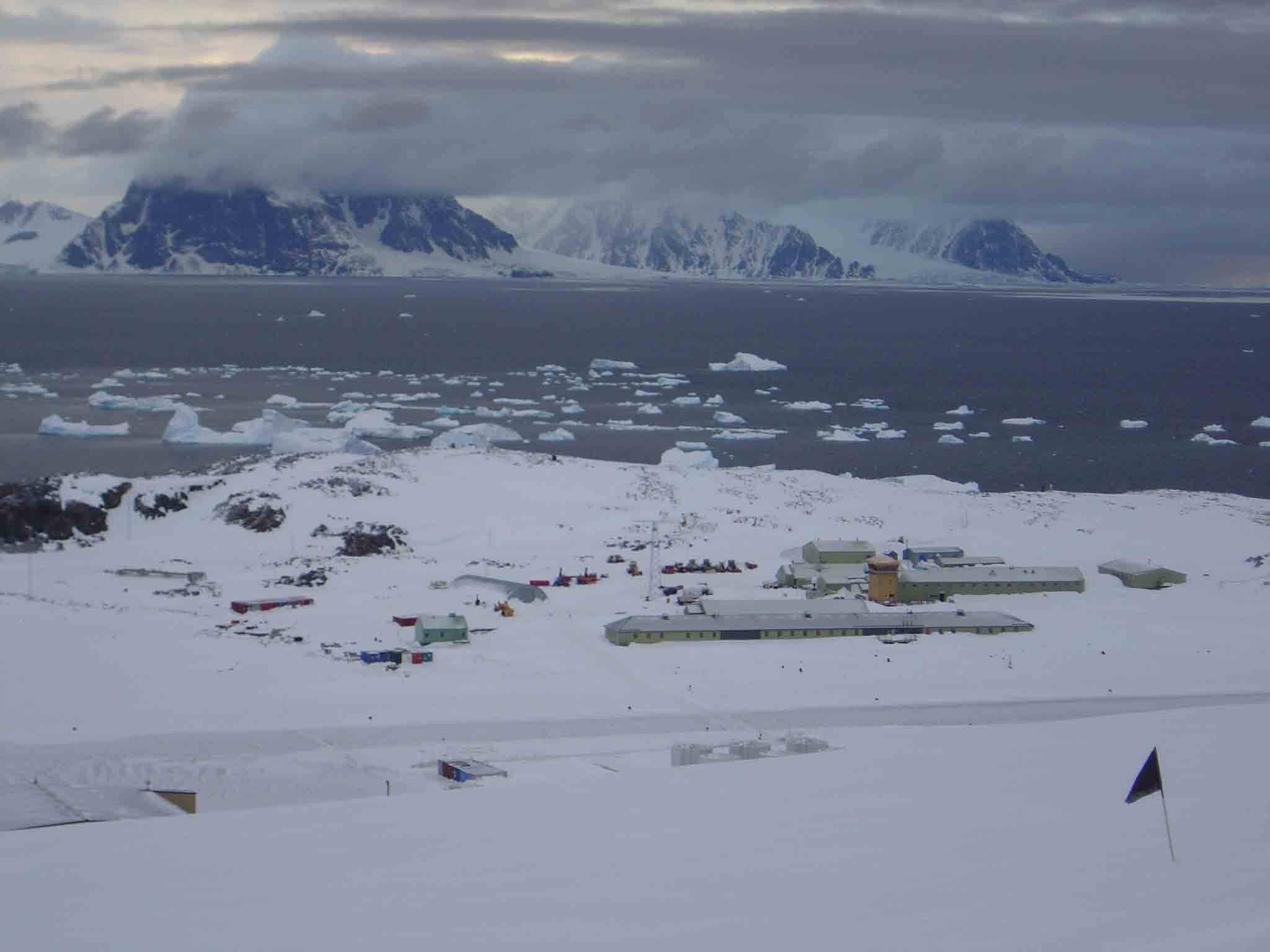
La station Rothera en novembre 2003 en regardant vers la péninsule Antarctique.
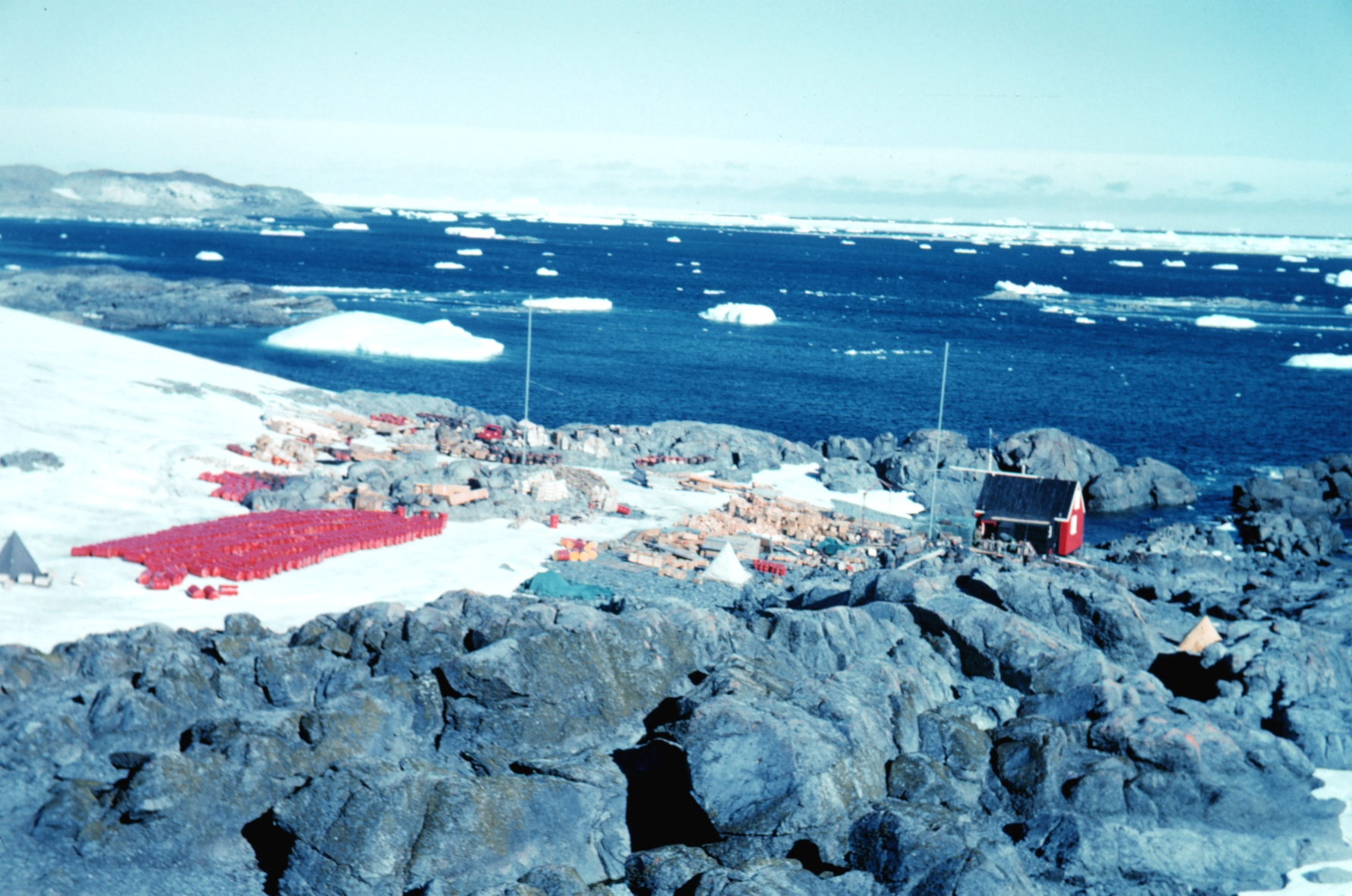
Base T en février 1962.